# Aljoscha Nemitz
Aljoscha Nemitz (ur. 6 marca 1978) – niemiecki lekkoatleta specjalizujący się w biegach płotkarskich i sprinterskich. 
Największy sukces w karierze odniósł w 1997 r. w Lublanie, zdobywając na mistrzostwach Europy juniorów srebrny medal w biegu na 400 metrów przez płotki (uzyskany czas: 51,08). Wystąpił również w finałowym biegu sztafetowym 4 × 400 metrów, w którym reprezentanci Niemiec zajęli 4. miejsce (uzyskany czas: 3:08,75).
Najwyższe miejsce w lekkoatletycznych mistrzostwach Niemiec na otwartym stadionie osiągnął w 1998 r. w Berlinie, zajmując w biegu na 400 m ppł 4. miejsce (uzyskany czas: 51,19).
Rekord życiowy w biegu na 400 metrów przez płotki – 51,08 (26 lipca 1997, Lublana).